# Casio F-91W
O Casio F-91W é um relógio digital de quartzo fabricado pela empresa japonesa de produtos eletrônicos Casio. Lançado em 1989 e ainda estando em produção até os dias atuais, o modelo se tornou bastante popular por sua simplicidade, confiabilidade e seu design simples e despretensioso, que não sofreu nenhuma alteração desde a sua introdução no mercado. O relógio originou uma série de modelos derivados da chamada Série F de relógios da Casio.
Apesar da Casio já ter afirmado que o modelo "vende bastante" até os dias de hoje, a empresa não costuma divulgar amplamente os números de vendagem do relógio. Estima-se, contudo, que a produção anual do F-91W é de cerca de três milhões de unidades.

## Controvérsia sobre a data de lançamento
O artigo da Wikipédia em inglês sobre o relógio chamou a atenção do canal de TV KSNV, uma afiliada da NBC sediada em Las Vegas, por conta do artigo relatar erroneamente o ano de lançamento do objeto, originando uma falsa confirmação sobre a data de lançamento do Casio F-91W. 
O artigo em questão, desde março de 2009, afirmava que o modelo havia sido lançado em 1991. Esta informação foi então repetida em um artigo da BBC, que por sua vez foi posteriormente usado como fonte para o próprio artigo da Wikipédia para provar a data de lançamento do relógio, o que deu origem a uma reportagem circular.
Comunicações pessoais com fontes primárias repetidamente afirmaram que o ano de lançamento verdadeiro do relógio era 1989, mas uma rejeição por parte da Wikipédia dessas comunicações sob a alegação de pesquisa inédita proscrita em favor da citação do artigo da BBC contribuiu para que a data de lançamento falsa permanecesse no artigo. O ano de lançamento só foi finalmente corrigido em 2019, quando a fonte da BBC foi substituída por um artigo da KSNV que falava sobre a polêmica.

## Especificações

### Design
Projetado pelo designer Ryusuke Moriai, a caixa do relógio mede 33,5mm por 38mm entre os encaixes das pulseiras e pesa 21 gramas (0,74 oz). A caixa que abriga o visor do relógio é feita de plástico, possuindo uma tampa traseira feita de aço inoxidável com o número do módulo do fabricante, 593, estampado nela. Sua pulseira é feita de resina, possuindo 18mm (0,71 pol) nas conexões com a caixa. O F-91W marcou o primeiro trabalho de Moriai para a Casio.

### Recursos
O F-91W tem um cronômetro que conta até 1⁄100, com capacidade de contabilizar o tempo até cinquenta e nove minutos, cinquenta e nove segundos e noventa e nove centésimos de segundo (59:59.99). O relógio ainda dispõe das opções de um bipe de aviso de hora cheia e função de um único alarme diário com duração de 20 segundos. Possui um calendário automático, embora o relógio não dispunha de um sistema de diferenciação para ano bissextos por ele não gravar o ano, reservando-se apenas para a configuração do dia da semana, dia do mês e o mês; com isso, o mês de fevereiro é sempre contado com vinte e oito dias pelo relógio. O relógio possui uma luz de LED verde (que substituiu a cor âmbar em suas primeiras versões) localizada à esquerda do visor para iluminação noturna, garantindo uma iluminação de aproximadamente 40% do visor. Segundo a Casio, o modelo possui uma precisão de cerca de 30 segundos por mês.
O relógio é alimentado por uma bateria de lítio CR2016 de 3 volts com duração média de sete anos, considerando o uso de vinte segundos de alarme e um segundo de uso da luz de LED por dia. No entanto, como esses recursos não costumam ser muito usados na prática, é bastante comum que a bateria dure até mesmo mais de dez anos.

### Resistência à água
O relógio tem uma vedação de borracha entre o encosto do aço inox e a caixa, mas não possui vedações para os botões. Como os botões foram projetados para serem acionados à um leve toque dos dedos, a fim de facilitar a manipulação pelo usuário, a tensão superficial impede que a água entre, mas apenas até certo ponto da pressão da água. Apesar da frente do relógio conter a inscrição "WATER RESIST", a Casio alerta que existem diversas variações de pressão diferentes da água que o relógio pode suportar entre seus modelos da Série F; para a versão preta (F91W-1), que é a mais popular, é de "30 metros/3 bar", cujo significado padrão da ISO é: "Adequado para uso diário. Resistente a respingos/chuva. Não adequado para tomar banho, nadar, mergulhar, e uso durante trabalhos relacionados com a água e pesca"; já as versões coloridas (por exemplo, F-91WC-2AEF) são "resistentes a pequenos salpicos"; embora a versão com alça de resina resista a uma submersão ocasional de água se os botões não forem pressionados, o relógio não deve ser utilizado regularmente nessas condições.

### Durabilidade
O relógio é conhecido por ser muito durável; as pessoas compram o relógio para usar em uma variedade de situações como atividades ao ar livre, trabalhos com mecânica, realização de serviços de construção ou como soldado militar. É comum que o corpo do relógio dure bem mais que a própria bateria. A caixa plástica do relógio geralmente dura mais que as alças de resina, sendo possível a realização da troca das pulseiras, que são vendidas quase sob o mesmo preço de um relógio novo; no entanto, também é possível acoplar pulseiras de outros materiais, como as pulseiras nato, dependendo da compatibilidade das sobressalentes.

## Operação

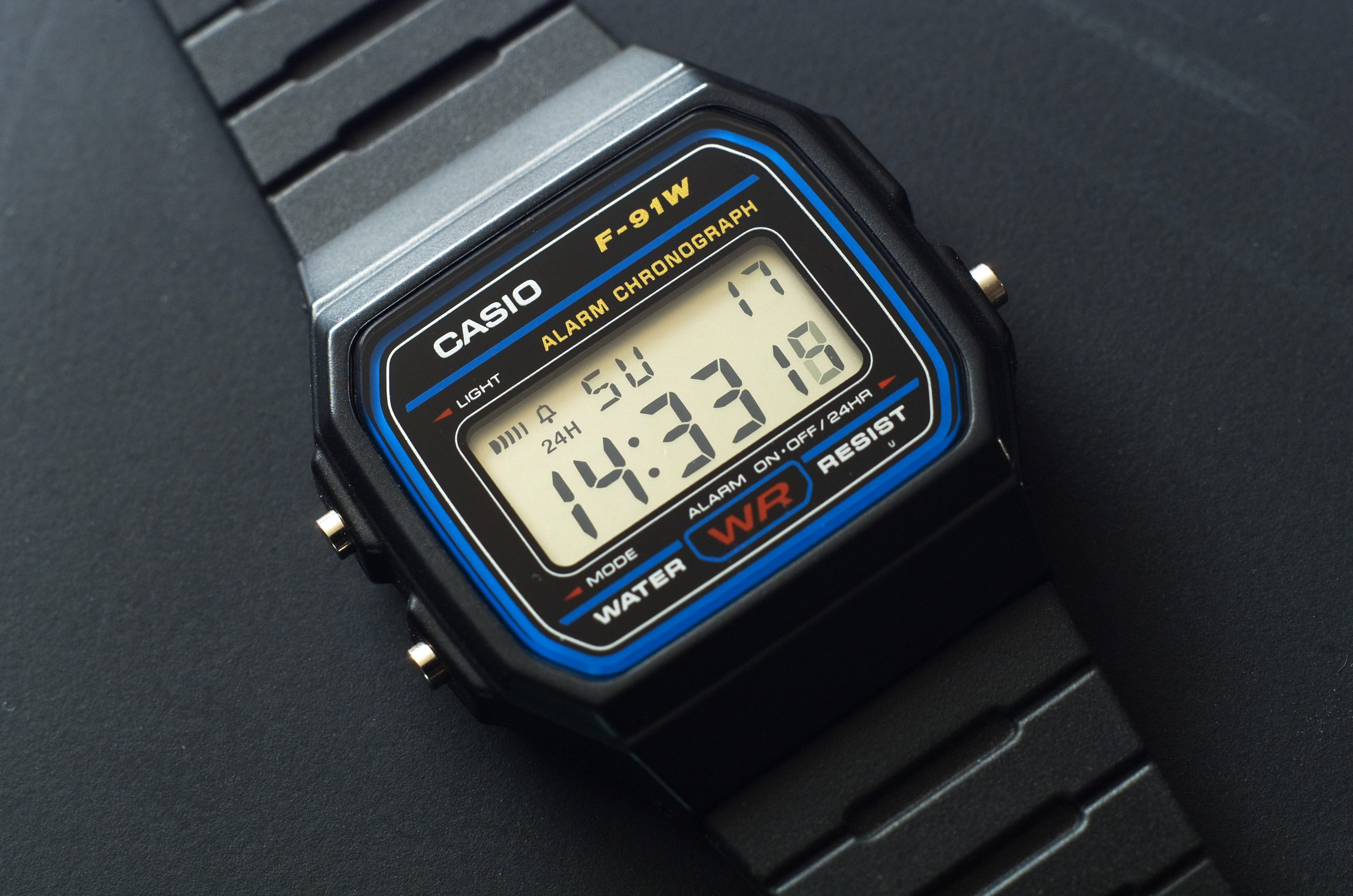
O Casio F-91W no modo normal de exibição de horas configurado para o formato de 24 horas. Na imagem, o relógio está configurado para soar o tanto o alarme quanto o bipe de aviso de hora cheia

O relógio é controlado por três botões montados nas laterais, sendo dois no lado esquerdo e um no lado direito. O botão superior esquerdo ("light") acende a luz, cancela o alarme, zera o cronômetro (quando este encontra-se pausado) ou marca o tempo de divisão (as chamadas voltas, quando o cronômetro está correndo), além de ser usado para selecionar as configurações. O botão inferior esquerdo ("mode") alterna os modos do relógio: exibição da hora, alarme, cronômetro e ajuste de hora e data. O botão da direita ("alarm on-off/24hr") é o botão de função de cada modo do relógio: no modo normal, a qual é exibida as horas, ele altera o formato de exibição entre 12 e 24 horas; no modo alarme, ele ativa e desativa as funções de alarme e o bipe de hora cheia; no modo cromômetro, o botão inicia e interrompe a contagem deste; e no modo ajuste, ele altera as informações da hora, minutos, segundos, dia e mês. Ao pressionar todos os três botões ao mesmo tempo todas as células da tela do LCD são preenchidas até que algum botão seja pressionado novamente.
A hora ou a data são ajustadas pressionando o botão inferior esquerdo três vezes para levar o relógio para o modo de ajuste; o botão superior esquerdo é usado para alternar, na seguinte ordem, os segundos, horas, minutos, mês, dia do mês, dia da semana (que é mostrado através das duas primeiras letras de seus nomes em inglês) e, novamente, os segundos. O botão direito é usado para ajustar a informação que está sendo configurada, representada pelos números piscando. Ao contrário de qualquer outro valor, os segundos só podem ser zerados; se isso acontecer antes de 30 segundos, o relógio será zerado no início do minuto corrente, após os 30 segundos, o relógio adiantará para o próximo minuto do atual. Quando os ajustes estiverem concluídos, deve-se pressionar botão inferior esquerdo uma vez para para retornar ao modo normal de exibição de horas.
No modo normal, o mostrador do relógio apresenta o dia da semana, o dia do mês, a hora, o minuto, os segundos e o sinal "PM", após o meio-dia, ou 24H (dependendo da configuração que o relógio estiver ajustado). O relógio, dependendo da configuração no modo alarme, também pode apresentar os sinais de bipe de hora cheia e/ou alarme programado.
No modo cronômetro, são exibidos os minutos, segundos e centésimos de segundo, tendo capacidade de contagem até 59:59.99. Após esse tempo, o cronômetro reinicia a contagem do zero automaticamente.

## Uso no terrorismo

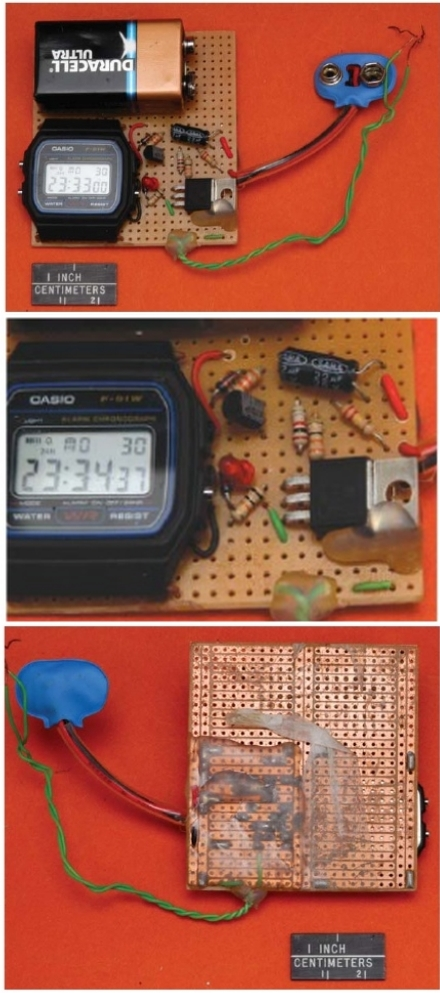
Este temporizador improvisado para uma bomba relógio foi apreendido no início dos anos 2000. A bomba é acionada através do pulso elétrico do bipe do alarme, que era programado previamente pelos terroristas

De acordo com documentos secretos enviados a interrogadores na Prisão de Guantánamo, obtidos e divulgados pelo jornal The Guardian, "o relógio digital Casio F-91W foi declarado 'um sinal da Al-Qaeda' e um fator contribuinte para a continuação de detenção de prisioneiros" em Guantánamo. Documentos de instrução usados para treinamento de funcionários da prisão para avaliar o nível de ameaça de novos detidos alertam que quando um detento possuir o modelo da Casio há alguma chance deste ter sido treinado para fabricação de bombas pela Al Qaeda no Afeganistão. Oficiais da inteligência militar dos Estados Unidos identificaram que o F-91W é um relógio comumente usado pelos terroristas na fabricação de bombas-relógio.
Essa associação foi destacada no estudo de Denbeaux e pode ter sido usada em alguns casos no campo de detenção da prisão de Guantánamo. Um artigo publicado no Washington Post em 1996 relatou que os terroristas Abdul Hakim Murad, Wali Khan Amin Shah e Ramzi Yousef desenvolveram técnicas para usar os relógios digitais da Casio como dispositivos para detonação de bombas-relógio.
Em 12 de julho de 2006, a revista americana Mother Jones forneceu trechos das transcrições dos interrogatórios dos detidos em Guantánamo. O artigo informou os leitores:
Mais de uma dúzia de detidos foram citados por possuir relógios digitais baratos, particularmente "o infame relógio Casio, usado por membros da Al Qaeda para detonadores de bombas".
O artigo citou uma fala de Abdullah Kamel:
Quando me disseram que os Casios eram usados pela Al Qaeda para a fabricação de explosivos, fiquei chocado... Se eu soubesse disso, teria jogado fora. Eu não sou idiota. Nós temos quatro capelães [em Guantánamo]; todos eles usam este relógio.

## Popularidade

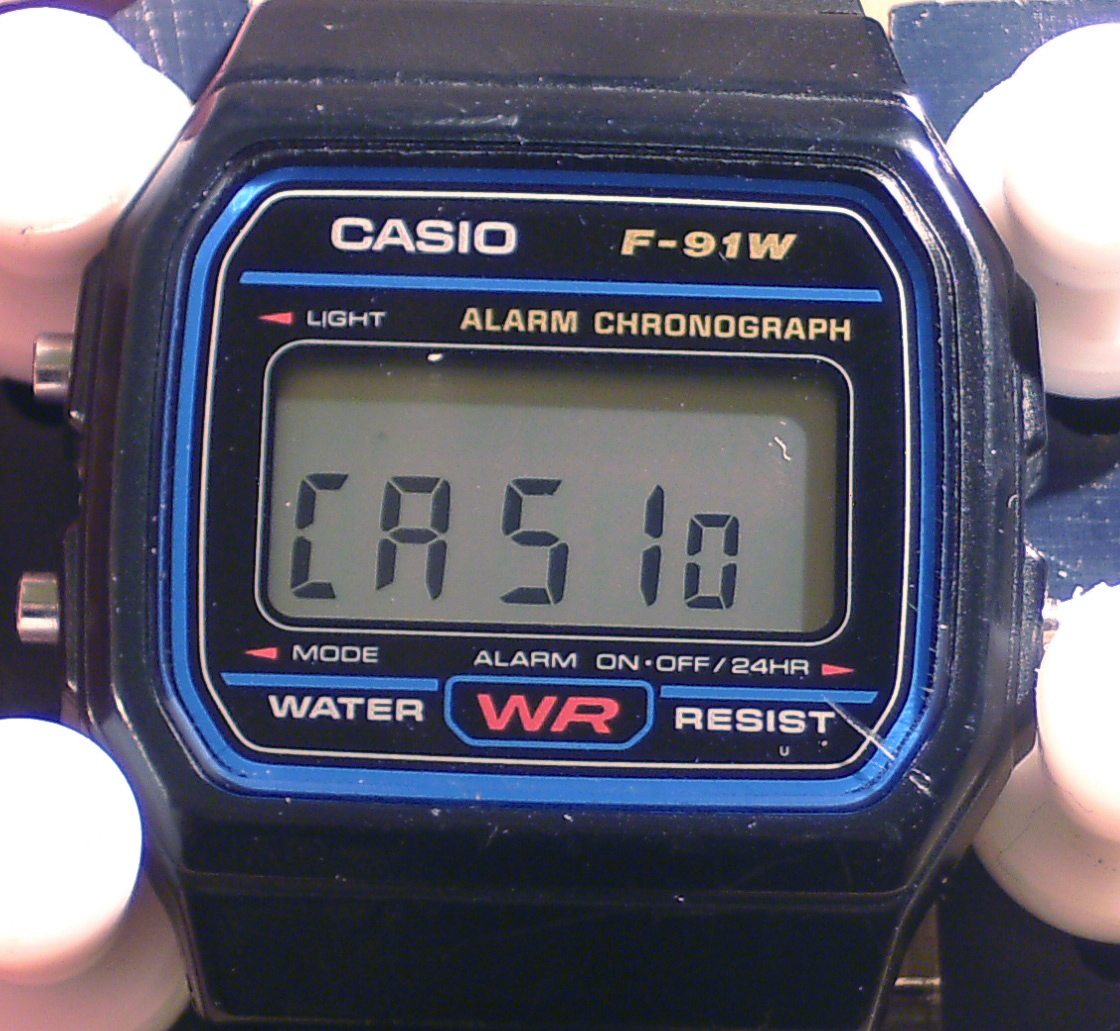
Ao manter pressionado o botão do lado direito por três segundos no modo normal, a tela irá apresentar a inscrição "CASIo" através dos próprios segmentos alfanuméricos do display. Essa função costuma-se ser útil para detectar um autêntico modelo original do produto.

O relógio é usado em todo o mundo. Seu modesto design, alta durabilidade, baixo preço e simplicidade amigável contribuíram para esse fenômeno. O relógio se tornou um grande produto da Casio, sendo bastante lembrado e cultuado até os dias atuais, desde simples pessoas até entusiastas da relojoaria, tornando-se até mesmo um item de colecionador para os mais aficionados. "É uma obra-prima modesta", diz o crítico de design Stephen Bayley.

## Falsificações
Embora o preço de um original seja bastante acessível, o Casio F-91W é um relógio comumente falsificado. As versões falsas geralmente vêm com uma qualidade de fabricação ligeiramente inferior, contendo principalmente modestas diferenças na caixa de plástico em relação às originais. Os ângulos de visão do LCD não são tão visíveis num relógio falso quanto num original, além de serem significativamente menos precisos do que um F-91W autêntico.
Algumas técnicas geralmente são utilizadas para identificar versões falsificadas, sendo a mais comum o pressionamento mantido do botão direito por mais de três segundos: essa ação levaria o display a mostrar a inscrição "CASIo" como um teste de autenticidade. Com o avanço da tecnologia, no entanto, alguns relógios falsificados também conseguiram ser desenvolvidos para mostrar o sinal "CASIo". Considerando isso, restaria apenas como único método de distinção de modelos reais e falsificados a avaliação da qualidade geral da fabricação, o desgaste com o tempo e a forma de como as informações na tela são exibidas.